# Бутера
Бутера (итал. Butera) је насеље у Италији у округу Калтанисета, региону Сицилија.
Према процени из 2011. у насељу је живело 4683 становника. Насеље се налази на надморској висини од 328 м.

## Становништво
| 1936. | 1951.  | 1961. | 1971. | 1981. | 1991. | 2001. | 2011. |
| ----- | ------ | ----- | ----- | ----- | ----- | ----- | ----- |
| 9.139 | 10.675 | 9.498 | 7.132 | 6.238 | 5.673 | 5.376 | 4.937 |